# Pierre Michaël
Pierre Michaël (* 11. April 1932 in Charleroi; † 4. Juni 2001 in Paris) war ein belgisch-französischer Schauspieler.

## Karriere
Bekannt wird er als François, Partner von Valérie Lagrange, im Episodenfilm Die Französin und die Liebe (1960). Als Liebhaber im Unterhaltungskino neben Marie Laforêt in Amour in St. Tropez (1961), spielt er in den 1960ern zahlreiche Hauptrollen (u. a. Maurice Labros Jusqu'à plus soif, Quatre-vingt-treize, Retour à Bacoli, Mary de Cork). In den 1970ern spielt er in Theater-Verfilmungen (neben Claude Jade in Shéhérazade, als Trigorin in La Mouette (Die Möwe)). In den 1980er Jahren mehrfach neben Michel Piccoli (in Pierre Granier-Deferres Eine merkwürdige Karriere, Jacques Rouffios Die Spaziergängerin von Sans-Souci und Richard Dembos Gefährliche Züge).

## Filmografie (Auswahl)
- 1960: Einer sticht ins Wespennest (Le panier à crabes)
- 1960: Die Französin und die Liebe (La française et l‘amour) (Episode "La Virginité")
- 1961: Amour in St. Tropez (Saint Tropez Blues)
- 1969: Fortune, TV-Serie
- 1971: Shéhérazade
- 1972: Das Recht zu lieben (Le droit d‘aimer)
- 1980: 5 Prozent Risiko (5 % de risque)
- 1981: Eine merkwürdige Karriere (Une étrange affaire)
- 1982: Die Handlanger (Légitime violence)
- 1982: Die Spaziergängerin von Sans-Souci (La passante du Sans-Souci)
- 1983: Der Buschpilot (L‘africain)
- 1984: Gefährliche Züge; auch: Duell ohne Gnade (La Diagonale du fou)